# Поволоцкий, Давид Яковлевич
Дави́д Я́ковлевич Поволо́цкий (14 мая 1922, Шпола, Киевская область, СССР — 13 декабря 2008, Челябинск, Челябинская область, Россия) — советский и российский учёный, доктор технических наук (1964), профессор, Лауреат Государственной премии УССР в области науки и техники (1978). Заслуженный деятель науки РСФСР.

## Биография
Родился 14 мая 1922 года в городе Шпола Киевской области в семье служащих. Поступил в Днепропетровский металлургический институт, окончил его в 1947 году. Работал мастером, помощником сталевара на Краматорском металлургическом заводе. В 1949—1952 учился в аспирантуре, в 1952 году защитил кандидатскую диссертацию. В следующем году занялся преподавательской деятельностью, был избран на должность ассистента новосозданной кафедры металлургии стали Челябинского политехнического института (ЧПИ). В 1959—1991 годах — заведующий кафедрой.
В 1964 году защитил докторскую диссертацию на тему «Водород в металле в процессе выплавки стали и передела стальных слитков».
В 1955—1965 годах доцент, затем профессор, заведующий кафедрой металлургии стали, декан металлургического факультета (1962—1968). В 1970-80-е годы возглавлял Библиотечный совет ЧПИ.

## Научная деятельность
Сфера научных интересов — физическая химия и технология процессов выплавки и внепечной обработки стали. Автор технологического процесса производства коррозионностойкой стали (Премия Совета Министров СССР, 1979).
Опубликовал более 330 научных работ, из которых 13 монографий. Научный руководитель 56 кандидатов и 5 докторов технических наук.

## Признание и награды
- Лауреат Государственной премии УССР в области науки и техники (1978)[4];
- Премия Совета Министров СССР (1979);
- Заслуженный деятель науки РСФСР (1979);
- Почётный металлург России (2004);
- Почётный профессор ЮУрГУ (2003)[1][3].